# Coptisina
Coptisina es un alcaloide que se encuentra en la planta Coptis chinensis. Conocida por el sabor amargo que produce, se utiliza en la medicina tradicional china, junto con el compuesto relacionado con la berberina para el tratamiento de trastornos digestivos causados por infecciones bacterianas. 
También se encuentra en Celidonia Mayor y también se ha detectado en el Opio.
Coptisina se ha encontrado que inhibe de forma reversible la monoamino oxidasa A en ratones, que apunta a un posible papel como un antidepresivo natural. Sin embargo, esto también puede implicar un peligro para los que tomaban otros medicamentos o con un trastorno funcional natural de la monoamino oxidasa A. 
Coptisina se encontró que era tóxica para las larvas de camarón de salmuera y una variedad de líneas celulares humanas, lo que implica potencialmente un efecto terapéutico sobre el cáncer o, alternativamente, un carácter generalmente tóxico. Los mismos autores ilustran un proceso de cuatro pasos para producir coptisina de berberina.